# Walter Moers
Walter Moers (Mönchengladbach, Duitsland, 24 mei 1957) is commercieel gezien een van de succesvolste Duitse striptekenaars en auteurs.

## Biografie
Moers bezocht het gymnasium in zijn woonplaats, Mönchengladbach. Na zijn schooltijd hield hij er verschillende baantjes op na voordat hij startte met een commerciële opleiding. Hij leerde zichzelf tekenen. Moers vermijdt publiciteit en wordt zelden geïnterviewd of gefotografeerd. Later heeft dit hem bescherming opgeleverd tegen extreem rechtse personen die hem dreigbrieven schreven in verband met zijn werken over Hitler.

## Werk

### Strips
In 1984 begon Moers met het publiceren van zijn werk. Hij werd vooral bekend met cartoon-strips die een ironisch beeld van de wereld schetsten dat niet altijd even politiek correct was. Veel van zijn werk werd eerst gepubliceerd in de satirische tijdschriften Kowalski en Titanic. Zijn tekenstijl voor deze strips staat in de traditie van het werk van Jean-Marc Reiser. Anno 2008 staat er nog steeds regelmatig werk van hem in Titanic.
Zijn bekendste stripfiguren zijn:
- Das kleine Arschloch (De kleine Klootzak), een klein, eigenwijs en respectloos jongetje dat constant volwassenen lastigvalt.
- Der alte Sack (De oude Zak), een terminaal zieke oude man in een rolstoel die sarcastische opmerkingen maakt over alles dat hij ziet.
- Adolf, die Nazi-Sau (Adolf, het nazizwijn), een absurde interpretatie van Adolf Hitler in de moderne wereld.
- Der Fönig, (De Foning), een Koning die altijd de letters "F" en "K" verwart.

### Verhalen voor kinderen
In 1988 werd zijn eerste "Käpt'n Blaubär"-verhaal gepubliceerd, een karakter dat sindsdien erg populair werd op TV, in boeken en op audiocassettes. Een ander figuur voor kinderen, bekend van boeken en TV (Wolf und Rüffel), wordt het alwetende genie Schimauski, die alle mogelijke, gestelde en niet gestelde, vragen op probeert te lossen. Schimauski, dan Prof. Dr. Abdul Nachtegaal genoemd, en Kap’tein Blauwbeer werden verder ontwikkeld voor de voor volwassenen bedoelde Zamonië-Romans.

### Zamonië-Romans
Naar aanleiding van Kap’tein Blauwbeer verscheen in 1999 de eerste Zamonië-Roman: De 13½ Levens van Kap’tein Blauwbeer. Met kap’tein Blauwbeer, die toen nog hoofdzakelijk bekend was van het kinderprogramma Sendung mit der Maus, als hoofdpersoon. In tegenstelling tot de grootvaderfiguur in het tv-programma is Blauwbeer in het boek nog jong. Door de vertelkunsten van Blauwbeer trekt het boek een minder jeugdig en volwassen leespubliek aan. Het boek moet het hebben van subtiele humor. De sfeer in Kap’tein Blauwbeer levensgeschiedenis wordt voornamelijk gecreëerd door uitgebreide omschrijvingen van de fictieve wereld. Zamonië, wordt op de eigen landkaart gedetailleerd weergegeven en is de leefomgeving van verscheidene fabelachtige wezens, zowel goed als kwaad. Deze complexe wereld vol ironie en satirische verwijzingen wordt de grondslag van nog vier romans. De verscheidene illustraties zijn door Walter Moers zelf getekend.
In de tweede Zamonië-roman Ensel und Krete treedt Hildegunst von Mythenmetz voor het eerst als auteur-figuur op. Moers functioneert hier alleen als “vertaler” van het Zamonisch naar het Duits. Kap’tein Blauwbeer komt slechts als bijrol in het boek voor. Ook de gelijkenis van de titel met het bekende sprookje Hans en Grietje is duidelijk in de rest van het boek te herkennen.
Het derde boek van de serie is Rumo & de wonderen in het donker. Hierin spelen onder andere cyclopen een rol.
Op 9 september 2004 verscheen het vierde deel van de serie, De Stad van de Dromende Boeken. Ook hier is Hildegunst von Mythenmetz, de Zamonische auteur, in sommige Nederlandse edities vertaald als Roelant Sagenhouwer, de hoofdrolspeler. Aan het einde van het boek vraagt Moers de lezer welk boek hij hierna vanuit het Zamonisch “vertalen” zal. Op 9 september 2005 werd Moers voor De Stad van de Dromende Boeken bekroond met de Phantastik-Preis der Stadt Wetzlar.
De vijfde Zamonië-roman, De Schriksenmeester, verscheen op 20 augustus 2007. Het is weer een roman van Hildegunst von Mythenmetz, die Moers uit het Zamonisch “vertaald” heeft.
Op 5 oktober 2011 maakt de zesde Zamonië-roman zijn opwachting in Duitsland, getiteld Het Labyrint van de Dromende Boeken. Weer komt Hildegunst von Mythenmetz aan het woord met zijn autobiografie. De gebeurtenissen grijpen plaats in Boekheem, en het vormt een vervolg op De Stad van de Dromende Boeken.

### Andere activiteiten
Moers schreef zowel het script als de liedteksten voor de film Kleines Arschloch uit (1997) en het script voor de film Käpt'n Blaubär (1999).

## Overzicht van zijn werk, vertaald naar het Nederlands
- De 13 ½ Levens van Kap’tein Blauwbeer,  de helft van de levensherinneringen van een zeebeer; met talrijke illustraties en met citaten uit het Verklarend lexicon van wonderen, organismen en verschijnselen van Zamonië en omgeving van prof. dr. Abdullah Nachtegael, 2000. ISBN 90-351-2243-7 (opnieuw uitgegeven 2009. ISBN 978-90-8924-055-2 (Houtekiet), ISBN 978-90-450-1658-0 (Atlas)).
- Adolf - Jawohl ik ben terug! , 2000, De Appelbloesem Pers, ISBN 9789070459239 (vertaling door Cindy Hoetmer van Adolf / 1 Äch bin wieder da. 1998, ISBN 3-8218-2959-1).
- Adolf / 2 Jawohl, ik ben alweer terug!, 2001 (vertaling van Adolf / 2 Äch bin schon wieder da!. 1999, ISBN 3-8218-2952-4).
- De stad van de dromende boeken, een roman uit Zamonië door Hildegunst van Mythenmetz, 2005. ISBN 90-5240-846-7.
- Rumo & de wonderen in het donker, 2008. ISBN 978-90-8918-009-4.

## Overzicht van zijn werk
- Die Klerikalen, 1985 (strip)
- Aha!, 1985 (strip)
- Hey!, 1986 (strip)
- Das Tier (Het Dier), 1987 (verhaal met plaatjes)
- Schweinewelt (Varkens' wereld), 1987 (strip)
- Die Schimauski-Methode (De Schimauski-Methode), 1987 (kinderboek)
- Herzlichen Glückwunsch (Gefeliciteerd), 1985 (strip)
- Von ganzem Herzen (Uit heel het hart), 1989 (strip)
- Kleines Arschloch (Kleine Klootzak), 1990 (strip)
- Schöne Geschichten (Mooie Verhalen), 1991 (strip)
- Das kleine Arschloch kehrt zurück (De kleine Klootzak is terug), 1991 (strip)
- Schöner leben mit dem kleinen Arschloch (Beter leven met de kleine Klootzak), 1992 (geïllustreerde satire)
- Es ist ein Arschloch, Maria (Het is een Klootzak, Maria), 1992 (strip)
- Der alte Sack, ein kleines Arschloch und andere Höhepunkte des Kapitalismus (De oude Zak, een kleine Klootzak en andere Hoogtepunten van het Kapitalisme), 1993 (strip)
- Arschloch in Öl (Klootzak in Olie), 1993 (grafische parodie)
- Du bist ein Arschloch, mein Sohn (Je bent een Klootzak, mijn Zoon), 1995 (strip)
- Sex und Gewalt (Sex en Geweld), 1995 (strip)
- Wenn der Pinguin zweimal klopft (Als de Pinguïn twee keer klopt), 1997 (strip)
- Kleines Arschloch – Der Film (Kleine Klootzak – De Film), 1997 (film: script en liedteksten)
- Adolf (of Adolf / 1 Äch bin wieder da.), 1998 (strip) ISBN 3-8218-2959-1, in 2000 vertaald als Adolf - Jawohl, ik ben terug! ISBN 9789070459239 door Cindy Hoetmer
- Feuchte Träume (Natte Dromen), 1999 (strip)
- Adolf, Teil 2 (of Adolf / 2 Äch bin schon wieder da!.), 1999 (strip) ISBN 3-8218-2952-4, vertaald als Adolf / 2 Jawohl, ik ben alweer terug!
- Die 13½ Leben des Käpt'n Blaubär (De 13½ Levens van Kap’tein Blauwbeer), 1999 (roman)
- Käpt'n Blaubär – Der Film (Kap’tein Blauwbeer – De Film), 1999 (film: script; voor kinderen)
- Ensel und Krete (Een parodie op "Hans en Grietje", en in veel gevallen net als het sprookje), 2000 (roman)
- Schwulxx-Comix (Homoxx-Comix), 2000 (strip, met Ralf König)
- Wilde Reise durch die Nacht (Wilde Tocht door de Nacht), 2001 (roman)
- Schamlos! (Schaamteloos!), 2001 (strips met extra materiaal)
- Der Fönig (De Foning), 2002 (verhaal met plaatjes over een Koning die altijd de letters "F" en "K" verward)
- Rumo & Die Wunder im Dunkeln (Rumo & de wonderen in het donker), 2003 (roman)
- Die Stadt der Träumenden Bücher (De Stad van de Dromende Boeken), 2004 (roman)
- Adolf. Der Bonker (Adolf. De Bunker), 2005 (strip, de waarheid over Adolf Hitlers laatste dagen in de bunker)
- Das kleine Arschloch und der alte Sack - Sterben ist Scheiße (De kleine Klootzak en de oude Zak – Sterven is Shit.), 2006 (film: script)
- Der Schrecksenmeister (De Schriksenmeester), 2007 (roman)